# Чепешти (Васлуј)
Чепешти (рум. Cepești) насеље је у Румунији у округу Васлуј у општини Богданица. Oпштина се налази на надморској висини од 120 m.

## Становништво
Према подацима из 2002. године у насељу је живело 474 становника, од којих су сви румунске националности.